# みずがめ座シータ星
みずがめ座θ星（みずがめざシータせい、theta Aquarii; θ Aqr / θ Aquarii）は、みずがめ座の恒星で4等星。

## 概要
近くに見えるρ星と二重星を成しているが連星ではない。G型の輝巨星で、将来は白色矮星になると予測されている。

## 名称
固有名のアンカ (Ancha) は、ラテン語で「腰」を意味する言葉を由来とする。アラビア語版の「アルマゲスト」ではσ星とι星にこの言葉が使われていたが、元々トレミーはこれら2つの星を「臀部」としており、θ星を「腰の右のくぼみ」としていた。2016年9月12日、国際天文学連合の恒星の命名に関するワーキンググループ (Working Group on Star Names, WGSN) は、Ancha をθ星の固有名として正式に承認した。